# Пена Алта (Терамо)
Пена Алта (итал. Penna Alta) је насеље у Италији у округу Терамо, региону Абруцо.
Према процени из 2011. у насељу је живело 147 становника. Насеље се налази на надморској висини од 304 м.